# Цианплав
Цианплав (чёрный цианид) — смесь цианидов и хлоридов кальция и натрия.

## Свойства
Цианплав представляет собой твёрдое вещество, имеющее окраску от серо-бурого до чёрного цвета. Он содержит 42-47 % цианидов в пересчёте на NaCN, а также карбид кальция (до 2 %) и серу (до 1 %).
Его свойства определяются свойствами входящих в его состав NaCN, NaCl, CaCl2, Ca(CN)2: гидролиз в присутствии влаги с выделением синильной кислоты, разложение с образованием карбонатов при действии углекислого газа.

## Получение
Цианплав получают сплавлением цианамида кальция с хлоридом натрия (или карбонатом натрия) и углём в электропечах при температуре ~1500 °C:
{\displaystyle {\mathsf {CaCN_{2}+2NaCl+C\rightarrow 2NaCN+CaCl_{2}}}}

## Применение
Цианплав используется:
- для получения цианидов
- в производстве благородных металлов
- для борьбы с грызунами
- для фумигации (в сельском хозяйстве)
- для протравливания семян

## Токсичность
Ввиду наличия цианидов в цианплаве, он является весьма ядовитым. Его хранят в герметичных стальных барабанах.